# Elizabeth Christ Trump
Elizabeth Christ Trump (de soltera Elisabeth Marie Christ; 10 d'octubre de 1880 – 6 de juny de 1966) era una dona de negocis alemanya i és considerada la matriarca de la família Trump. Es va casar amb Frederick Trump l'any 1902. Mentre criava els seus tres fills, la mort prematura del seu marit al 1918 va fer que la vídua de 37 anys s'hagués d'encarregar de gestionar les seves propietats. Va fundar l'empresa de desenvolupament de la immobiliària E. Trump & Son amb el seu fill Fred Trump, el pare de Donald Trump.

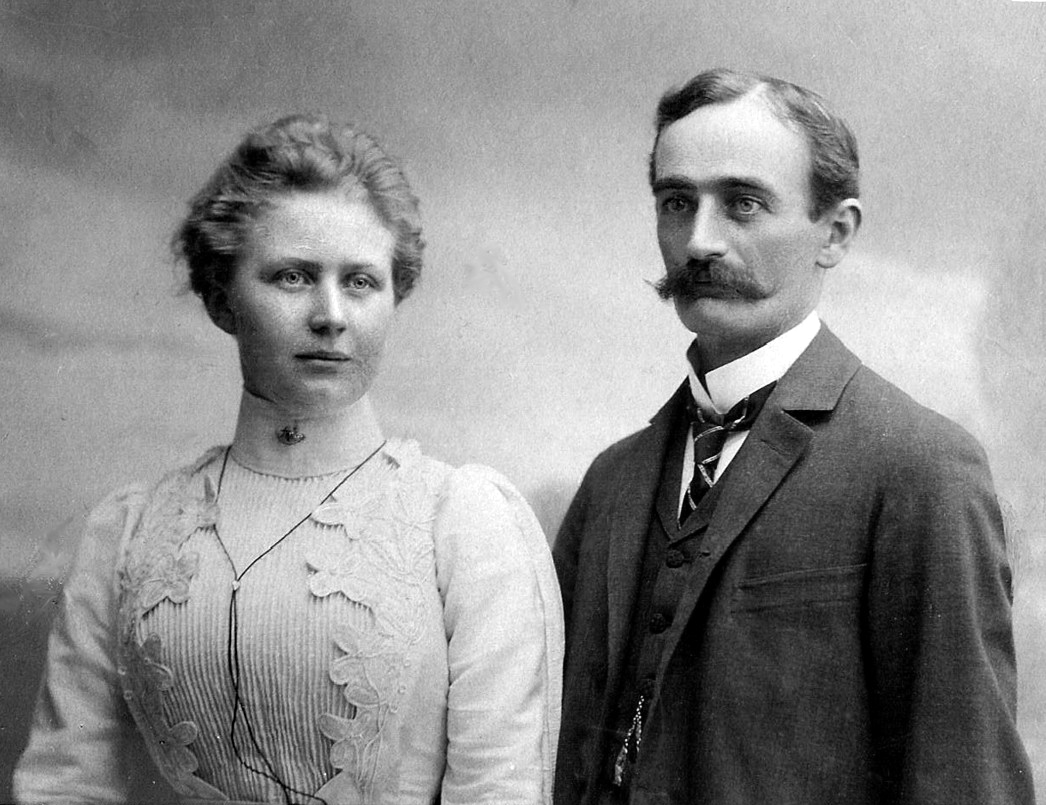
Elizabeth Christ Trump amb Frederick Trump, c. 1918

## Joventut
Elizabeth Trump va néixer com a Elisabeth Christ a Kallstadt, al Regne de Baviera, filla de Philipp Christ i de la seva dona Anna Maria Christ (amb nom de soltera Anthon). Malgrat que la família tenia una petita vinya, els seus ingressos no eren suficients per cobrir les seves necessitats, i Philipp Christ treballava com a drapaire, reparant i llustrant estris vells i venent olles i cassoles. Ell, a més, era el gerent del seu comerç a la Freinsheimer Straße a Kallstadt, que es trobava a l'altre costat del carrer de la casa de la família Trump, on Katharina Trump, una vídua anciana, vivia amb els seus sis fills.

## Matrimoni i família
El fill de Katharina Trump, Frederick Trump, havia immigrat a Amèrica l'any 1885 a l'edat de 16 anys i va fer la seva fortuna a base de restaurants i bordells durant la febre de l'or de Klondike. Quan va retornar a Alemanya al 1901, va festejar amb l'Elisabeth tot i les objeccions de la seva mare, que sentia que el seu pròsper fill podria i hauria de trobar una dona d'una família més rica i més refinada que la d'Elisabeth. No obstant això, Friedrich li va proposar matrimoni a Elisabeth, que va acceptar, i van ser casats el 26 d'agost de 1902. Ell tenia 33 anys en aquell moment i ella en tenia 21. Friedrich i Elisabeth es van traslladar a Nova York i es van instal·lar en un apartament en el barri de Morrisania, al Bronx, una zona amb molta migració alemanya. Elizabeth (com s'escribia el seu nom als Estats Units) s'encarregava de la casa, mentre Frederick treballava com a gestor d'un restaurant i hotel. La seva primera filla, Elizabeth, va néixer al 30 d'abril de 1904.
Malgrat viure en un barri alemany, Elizabeth estava nostàlgica. La família va retornar a Kallstadt al 1904, venent les seves propietats d'Amèrica. Com que les autoritats de l'Estat de Baviera sospitaven que Friedrich havia abandonat Alemanya per tal d'evitar allistar-se en l'Exèrcit Imperial, ell no es podia quedar a Alemanya, així que la família va retornar als Estats Units al 1905. Va néixer el seu segon fill, Fred, i es van instal·lar en el carrer 177 del Bronx. Després que Elizabeth parís el seu tercer fill, John, la família es va moure a Queens, on Frederick va començar a desenvolupar-se en el sector immobiliari. Al 1918, va morir de grip durant la pandèmia de grip de 1918, deixant una propietat valorada a 31,359$ (o aproximadament 345,000$ en dòlars de 1999).
Elizabeth va ser considerada la matriarca de la família Trump. Es va mantenir molt unida al seu fill Fred durant la resta de la seva vida.

## E. Trump & Son
Just després de la mort del seu marit, Elizabeth Trump va continuar el negoci immobiliari que ell havia començat. Va mostrar un "talent notable" a mantenir el negoci. Va construir cases en els solars buits que havien estat propietat de Friedrich, va vendre cases i es va mantenir a base de rendes. La seva idea era que els seus tres fills seguissin el negoci familiar. El seu fill mitjà, Fred Trump, va començar la construcció de la seva primera casa al 1923, just després de graduar-se de l'institut. Elizabeth parcialment va finançar les cases del Fred, i va posar el negoci en el seu nom perquè Fred encara no era major d'edat. Feien negoci sota el nom "E. Trump & Son", construint centenars de cases a Queens durant els següents anys. L'empresa va ser registrada al 1927, però ja s'usava el nom almenys al 1926.
Elizabeth Trump va seguir implicada en els negocis familiars durant tot la seva vida. Fins i tot quan tenia uns 70 anys, recollia monedes de les bogaderies en els edificis de Trump.